# Беттс, Блэйр
Блэйр Беттс (англ. Blair Betts; род. 16 февраля 1980, Эдмонтон, Альберта) — канадский хоккеист, игравший на позиции центрального нападающего. Закончил карьеру игрока после окончания сезона 2011/12, однако ни одной встречи так и не сыграл.
На драфте НХЛ 1998 года выбран во 2 раунде под общим 33 номером командой «Калгари Флэймз». 6 марта 2004 года обменян в «Нью-Йорк Рейнджерс».

## Статистика
```
                                            --- Regular Season ---  ---- Playoffs ----
Season   Team                        Lge    GP    G    A  Pts  PIM  GP   G   A Pts PIM
--------------------------------------------------------------------------------------
1996-97  Prince George Cougars       WHL    58   12   18   30   19  15   2   2   4   6
1997-98  Prince George Cougars       WHL    71   35   41   76   38  11   4   6  10   8
1998-99  Prince George Cougars       WHL    42   20   22   42   39   7   3   2   5   8
1999-00  Prince George Cougars       WHL    44   24   35   59   38  13  11  11  22   6
2000-01  Saint John Flames           AHL    75   13   15   28   28  19   2   3   5   4
2001-02  Saint John Flames           AHL    67   20   29   49   10  --  --  --  --  --
2001-02  Calgary Flames              NHL     6    1    0    1    2  --  --  --  --  --
2002-03  Saint John Flames           AHL    19    6    7   13    6  --  --  --  --  --
2002-03  Calgary Flames              NHL     9    1    3    4    0  --  --  --  --  --
2003-04  Calgary Flames              NHL    20    1    2    3   10  --  --  --  --  --
2004-05  Hartford Wolf Pack          AHL    16    5    4    9    4  --  --  --  --  --
2005-06  New York Rangers            NHL    66    8    2   10   24   4   1   1   2   2
2006-07  New York Rangers            NHL    63    7    2    9   16
--------------------------------------------------------------------------------------
         NHL Totals                        164   18    9   27   52   4   1   1   2   2

```